# Edmond Castera
Pour les articles homonymes, voir Castera.
Edmond Castera, né le 20 novembre 1907 à Larroque-Engalin (Gers) et mort le 23 octobre 1998 à Auch (Gers), est un homme politique français.

## Biographie
Issu d'une famille d'agriculteurs, Edmond Castera termine sa scolarité, menée à l'école de Larroque-Engalin, avec le certificat d'études.
Il s'engage du côté du parti communiste, auquel il adhère en 1933.
Mobilisé en 1939, il participe ensuite à la résistance armée, au sein du maquis des FTP de Castelnau-sur-l'Auvignon. Après la guerre, il sera vice-président de l'association départementale des anciens combattants de la résistance.
Après un premier échec électoral en septembre 1945, quand il est candidat dans le canton de Lectoure, il mène la liste communiste pour l'élection de la première constituante. Obtenant 18,8 %, il est le troisième et dernier député élu de ce département. Il conservera ce mandat jusqu'à la fin de la quatrième République, étant réélu en juin 1946 (22,3 %), novembre 1946 (25,5 %), 1951 (22,7 %) et 1956 (19,9 %).
Il est aussi conseiller municipal d'Auch de 1947 à 1959.
Principal porte-parole des communistes au sein de la commission de l'agriculture, il défend l'amélioration de la situation sociale des agriculteurs, et notamment des petits et moyens cultivateurs.
Battu en 1958, il reste actif dans les instances locales du parti communiste : membre du bureau fédéral jusqu'en 1968, et secrétaire de la cellule d'Auch dans les années 1960.

## Détail des fonctions et des mandats
Mandat local
- 1947-1959 : conseiller municipal d'Auch

Mandats parlementaires
- 21 octobre 1945 - 10 juin 1946 : Député du Gers
- 2 juin 1946 - 27 novembre 1946 : Député du Gers
- 10 novembre 1946 - 4 juillet 1951 : Député du Gers
- 17 juin 1951 - 1er décembre 1955 : Député du Gers
- 2 janvier 1956 - 8 décembre 1958 : Député du Gers